# Цугское озеро
Цугское озеро (нем. Zugersee) — озеро в Швейцарии. Расположено в северных предгорьях Альп, частью в кантоне Цуг, частью — в кантоне Швиц, совсем небольшая часть озера относится к кантону Люцерн.

## Гидрография
С северной стороны озера берега низкие, а с юго-западной стороны прямо к берегу подходит склон горы Риги, часть восточного берега окаймлена склонами гор Россберг и Цугерберг. Горы покрыты лесом.
Площадь зеркала 38 км², глубина до 198 м. Площадь водосбора озера составляет 246 км².

## Ихтиофауна
Озеро богато рыбой, здесь водится щуки, карпы, а также эндемический вид форели (вид Salmo salvelinus, местное бытовое название — Rolheli).

## Населённые пункты
На берегах Цугского озера расположены следующие населённые пункты: Цуг, Обервиль, Вальхвиль, Арт, Иммензе, Буонас, Риш, Хам.

## Судоходство
Озеро судоходно, основной оператор регулярного пассажирского судоходства — пароходство Zugersee Schifffachrt. По озеру совершаются как обзорные прогулки-круизы, так и рейсы в режиме общественного транспорта, с большим количеством промежуточных остановок.